# Viking Open Nottingham 2021
Die Viking Open Nottingham 2021 waren ein WTA-Tennisturnier der WTA Tour 2021 für Damen und ein ATP-Tennisturnier der ATP Challenger Tour 2021 für Herren in Nottingham und fanden parallel vom 6. bis 13. Juni 2021 statt.

## Damenturnier
→ Qualifikation: Viking Open Nottingham 2021/Qualifikation